# Qarah Qeyţān
Qarah Qeyţān (persiska: Qarah Qeytān, قره قیطان) är en ort i Iran.   Den ligger i provinsen Khorasan, i den nordöstra delen av landet, 800 km öster om huvudstaden Teheran. Qarah Qeyţān ligger 618 meter över havet och antalet invånare är 115.
Terrängen runt Qarah Qeyţān är huvudsakligen kuperad. Qarah Qeyţān ligger nere i en dal. Runt Qarah Qeyţān är det ganska glesbefolkat, med 35 invånare per kvadratkilometer. Närmaste större samhälle är Mamīz Āb, 17,7 km söder om Qarah Qeyţān. Omgivningarna runt Qarah Qeyţān är i huvudsak ett öppet busklandskap.